# 당포초등학교
당포초등학교는 대한민국 경상북도 문경시에 있는 공립 초등학교이다.

## 학교 연혁
- 1949.09.06 당포국민학교 개교
- 1955.08.02 제1회 졸업식 거행
- 1981.03.01 당포초등 병설유치원 개원
- 1996.03.01 당포초등학교로 개칭
- 2025.02.07 제71회 졸업식 거행(총 졸업생 수: 3,083명)
- 2025.03.01 제26대 김기정 교장선생님 취임
- 2025.03.01 초등 6학급, 특수 1학급, 병설유치원 1학급 편성

## 참고 자료
- 당포초등학교 - 한국교육학술정보원 학교알리미